# Michael Schenker Group
Pour les articles homonymes, voir MSG.
Michael Schenker Group est un groupe allemand de hard rock, originaire de Londres, en Angleterre. Il est formé en 1979 par Michael Schenker pendant un séjour au Royaume-Uni.

## Historique

### Phase 1 (1979–1985)
Après avoir quitté son ancien groupe UFO, et une brève apparition au sein des Scorpions, Michael Schenker forme son propre groupe en 1979 dans lequel il ne devait faire aucun compromis. Après avoir d'abord travaillé avec Geddy Lee et Neil Peart des Rush, les membres fondateurs comprennent le bassiste Billy Sheehan, le batteur Denny Carmassi (plus tard Whitesnake) et le chanteur inconnu Gary Barden.
Cette première formation, qui enregistre plusieurs démos (sorties sur la version remasterisée de leur premier album en 2009), ne dure qu'un mois. Puis, soudain, Schenker disparait et laisse son groupe derrière lui, impuissant. Ses camarades Sheehan et Carmassi ne souhaitent d'abord pas continuer l'aventure. Schenker continue de jouer avec Barden, et recrute ensuite les musiciens de studio Simon Phillips (batterie, plus tard Toto), Mo Foster (basse) et Don Airey (claviers, ex-Rainbow, puis Deep Purple). Cette formation sort le premier album du groupe en 1980, The Michael Schenker Group. Il fait participer Paul McCartney et Stephen Stills. Cependant, les musiciens de studio n'étant pas disponibles pour la tournée qui suit, ils sont remplacés par le batteur Cozy Powell (ex-Rainbow), le bassiste Chris Glen (ex-Sensational Alex Harvey Band) et le claviériste et guitariste Paul Raymond. Avec ce dernier, Michael Schenker avait déjà joué au sein d'UFO entre 1977 et 1978. Cette incarnation n'enregistre et publie qu'un unique album en 1981, MSG, qui contient de nombreux classiques live.
En 1983 sort l'album Built to Destroy. Le groupe fait participer à cette époque, le nouveau claviériste Andy Nye et le guitariste et choriste Derek St. Holmes. St. Holmes participe aussi à la tournée précédente comme deuxième guitariste.

### Phase 2 (1996–2007)
Michael Schenker s'associe de nouveau à UFO en 1995, puis refait vivre le Michael Schenker Band en 1996. La même année, l'album Written in the Sand, est sorti. MSG est, à cette époque, composé de Michael Schenker, du chanteur Leif Sundin, du bassiste Barry Sparks, et du batteur Shane Gaalaas. Claude Gaudette participe occasionnellement aux claviers. L'année suivante, l'album live Michael Schenker Story Live est publié à l'occasion du 25e anniversaire de carrière musicale de Michael Schenker. Entretemps, Seth Bernstein rejoint le groupe aux claviers et comme second guitariste, avec David VanLanding (1964-2015) en tant que deuxième chanteur.
L'année 2001 marque une scission du groupe. Schenker refonde le groupe dans son intégralité. À ses côtés, il recrute le batteur Jeff Martin, avec lequel Schenker avait déjà travaillé avec UFO, le chanteur Chris Logan et le bassiste James « Reverend » Jones. Ils sortent l'album Be Aware of Scorpions, premier dans l'histoire du groupe sans l'intervention d'un claviériste. En 2003, « Stu » Stuart Hamm reprend la basse et Jeremy Colson la batterie. Cette formation sort la même année l'album Arachnophobiac. Cependant, il se désintégre avant la tournée annoncée en 2004. En 2005, le groupe sort l'album Heavy Hitters sous le nom de Michael Schenker Group, qui ne contient que des reprises de chansons rock bien connues. Il ne s'agit pas d'un album officiel du MSG ; il est, en réalité, publié malgré Schenker, par Bob Kullick et Brett Chassen, comme album MSG.

### Phase 3 (depuis 2008)

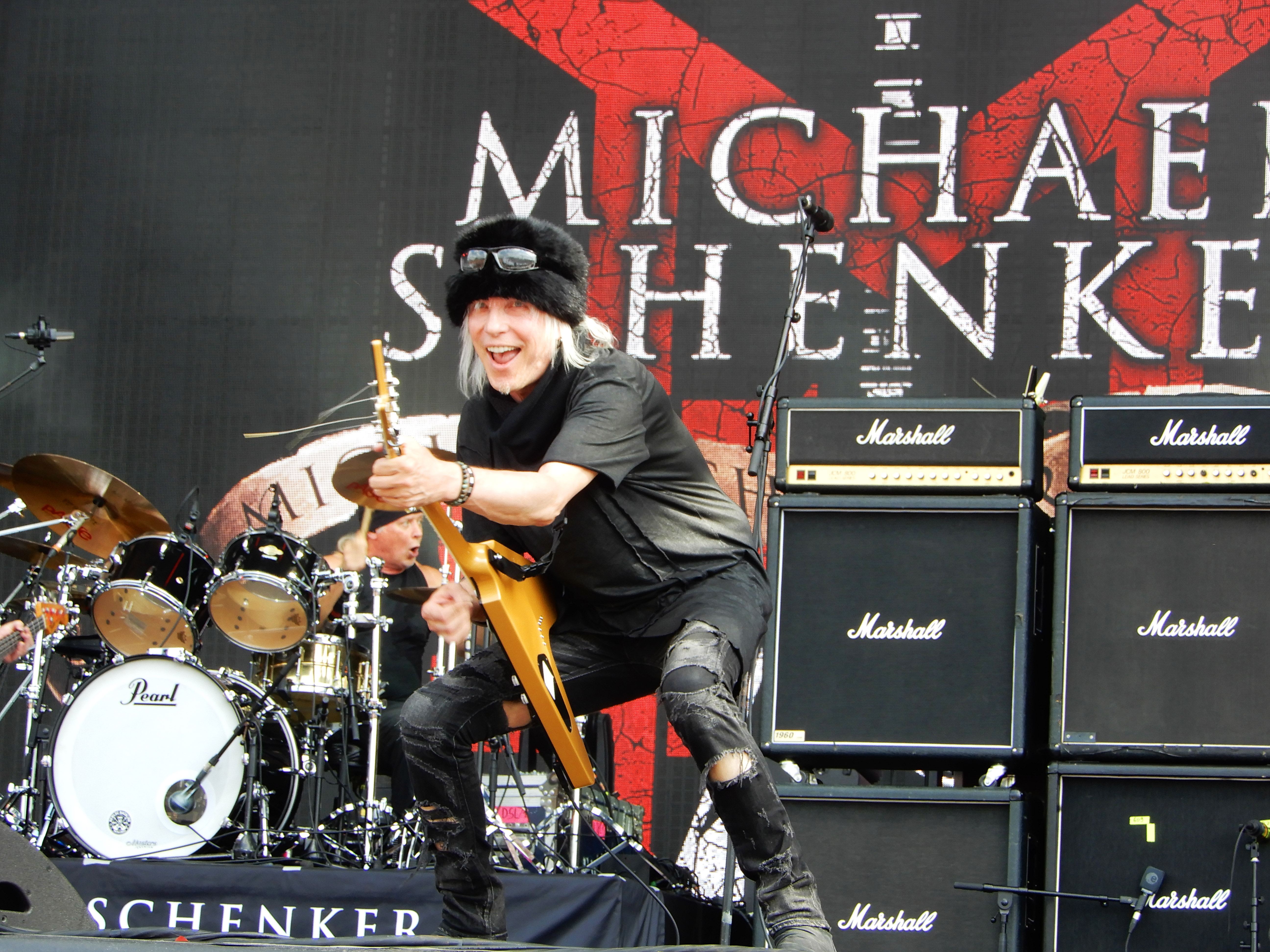
Michael Schenker Group au Hellfest 2022

En 2008, le groupe change de nouveau radicalement. Seuls Schenker et Findlay y restent. Ils publient l'album In the Midst of Beauty (78e des charts allemands) sans impliquer Findlays, avec Gary Barden, Simon Phillips, Don Airey et le bassiste Neil Murray (ex-Whitesnake). Comme en 1980, Phillips, Airey et Murray se retrouvent dans l'impossibilité de jouer en tournée, leur collaboration se limitant seulement aux albums studio. L'histoire se répète une troisième fois ; Chris Glen rejoint le groupe à la basse pour la tournée.
En 2010, ils organisent la tournée 30th Anniversary Tour, qui célèbre leur 30e année d'existence, à nouveau avec Neil Murray, et de nouveau avec Simon Phillips à la batterie. Pendant la tournée, cependant, Schenker, Bard et Findlay jouent avec divers musiciens. Simon Phillips, Carmine Appice, Chris Slade et Pete Holmes alternent la batterie, et Chris Glen, « Reverend » Jones, Neil Murray et Elliott « Dean » Rubinson (propriétaire des Dean Guitars) alternent à la basse. La même année, le groupe sort l'album live 30th Anniversary Shepperds Bush Empire, classé 81e des charts allemands.
Le groupe sort l'album Immortal en 2021, suivit de Universal en 2022 et d'un prochain album intitulé Don't Sell Your Soul qui sortira le 3 octobre 2025.

## Membres

### Membres actuels
- Michael Schenker - guitare (1979-1986, depuis 1992)
- Bodo Schopf – batterie (1987–1990, depuis 2019)
- Ronnie Romero - chant (depuis 2012)
- Steve Mann - claviers et guitare (1986–1987, 1988–1991, depuis 2016)
- Barend Courbois – basse (depuis 2021)

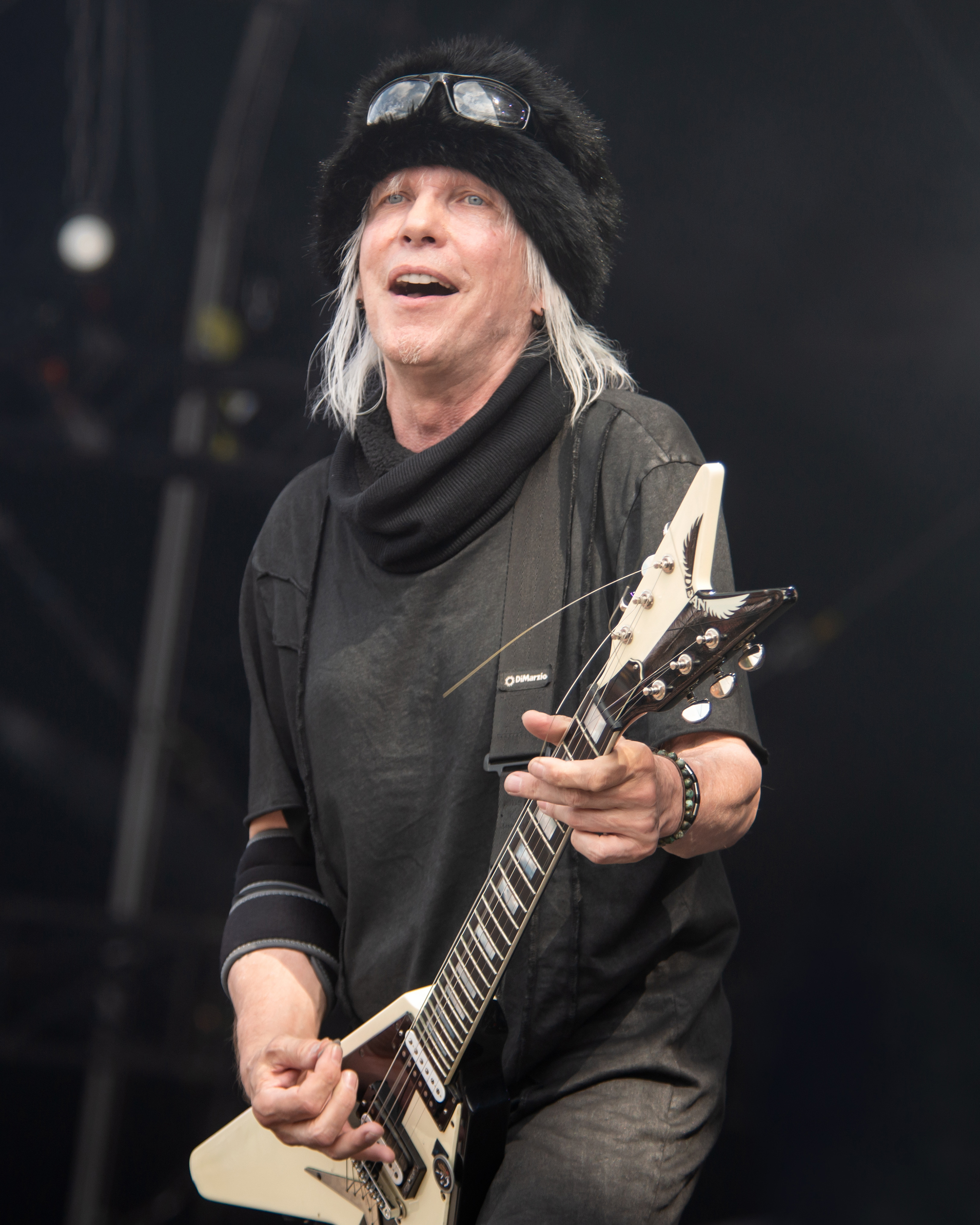
Michael Schenker
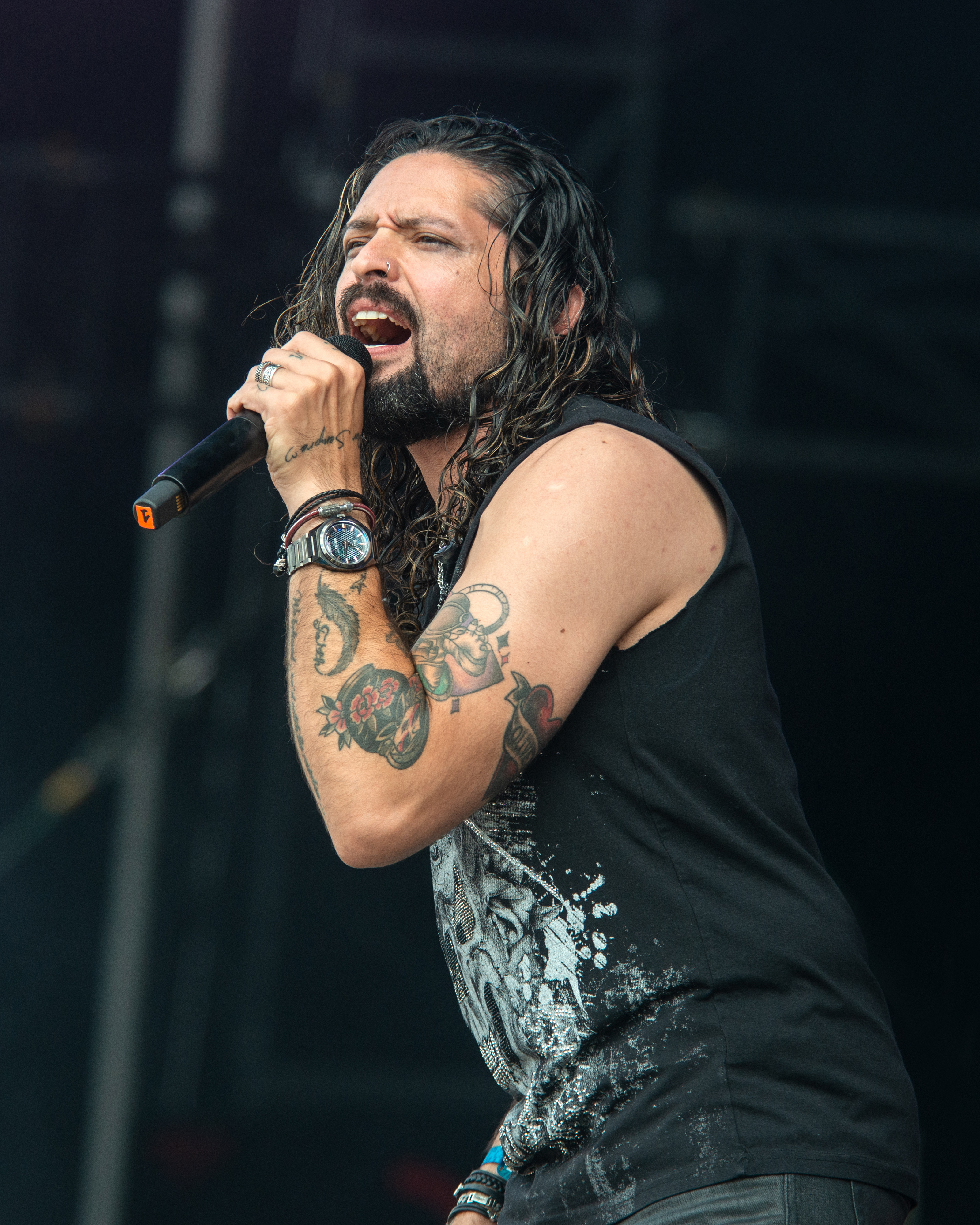
Ronnie Romero
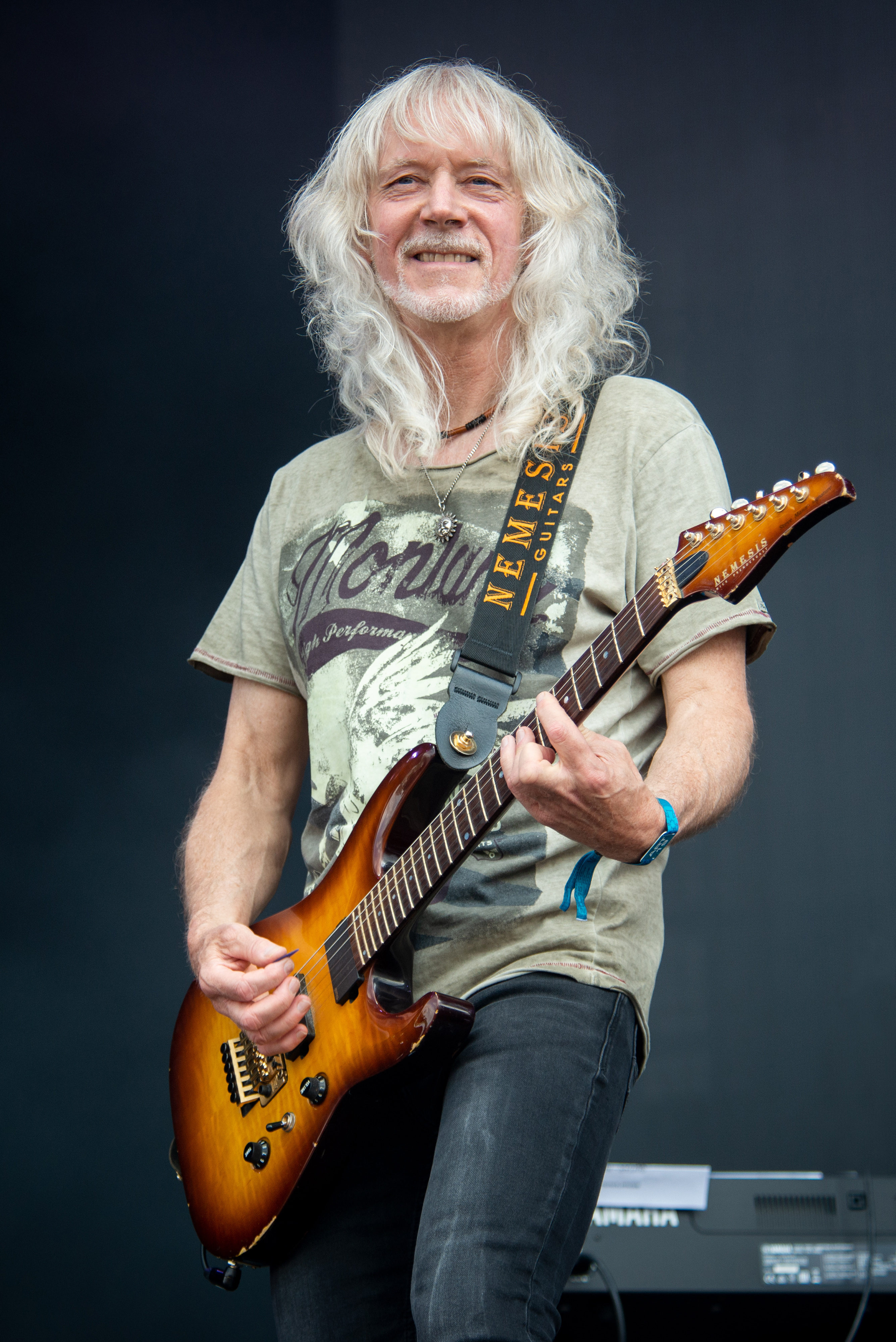
Steve Mann

### Anciens membres
- Gary Barden - chant (1979–1982, 1982–1984, depuis 2008)
- Graham Bonnet - chant (1982)
- Derek St. Holmes - guitare, chant (1983)
- Raymond Louis Kennedy - chant (1984)
- Robin McAuley - chant (1987-1992)
- Leif Sundin - chant (1995–1997, 2007–2008)
- David Van Landing - chant (1997–1999, 2011)
- Keith Slack - chant (1999)
- Kelly Keeling - chant (1999–2000)
- Chris Logan - chant (2001–2004, 2006)
- Jari Tiura - chant (2006)
- Don Airey - claviers (1980, 2008)
- Paul Raymond - claviers, guitare (1980–1981)
- Tommy Eyre - claviers (1982)
- Andy Nye - claviers (1982–1984)
- Beth Berstein - claviers, guitare (1997–1999)
- Billy Sheehan - basse (1979)
- Mo Foster - basse (1980)
- Dennis Feldman - basse (1984)
- Barry Sparks - basse (1997–2000)
- John Onder - basse (1999)
- Wayne Findlay - claviers, guitare, chant (1999-2016)
- Stuart Hamm - basse (2003)
- Pete Way - basse (2006)
- Neil Murray - basse (2008, 2010)
- Rev Jones - basse (2001–2006, 2008, 2009, 2010)
- Elliott « Dean » Robinson - basse (2010, 2011)
- Chris Glen - basse (1980–1984, 2012-2013)
- Denny Carmassi - batterie (1979)
- Simon Phillips - batterie (1980, 2008, 2010)
- Cozy Powell - batterie (1980–1982)
- Ted McKenna - batterie (1982–1984, 2008)
- Shane Gaalaas - batterie (1997–2000)
- Jeff Martin - batterie (2001)
- Jeremy Colson - batterie (2003)
- Chris Slade - batterie (2008, 2009, 2010)
- Carmine Appice - batterie (2010, 2011)
- Pete Holmes - batterie (2004-2006, 2008, 2009, 2010, 2011)
- Francis Bucholz - basse (2012 à 2016)
- Herman Rarebell - batterie (2011, 2012, 2013, 2014-2016)

## Discographie

### Albums studio
- 1980 : The Michael Schenker Group
- 1981 : MSG
- 1982 : Assault Attack
- 1983 : Built to Destroy
- 1996 : Written in the Sand
- 1999 : The Unforgiven
- 2001 : Be Aware of Scorpions
- 2003 : Arachnophobiac
- 2006 : Tales of Rock ’n’ Roll
- 2008 : In the Midst of Beauty
- 2021 : Immortal
- 2022 : Universal
- 2025 : Don't Sell Your Soul

### Compilations et albums live
- 1982 : One Night at Budokan
- 1984 : Rock Will Never Die
- 1987 : Portfolio
- 1992 :Essential Michael Schenker Group
- 1993 : BBC Radio One Live in Concert
- 1994 : Armed and Ready (best of)
- 1997 : The Michael Schenker Story Live
- 1999 : The Unforgiven World Tour
- 2005 : Back to Attack Live (concert de 1984)
- 2009 : Walk the Stage
- 2010 : Rockpalast: Hardrock Legends Vol. 2
- 2010 : The 30th Anniversary Concert Live In Tokyo
- 2024 : Is It Loud Enough? (Michael Schenker: 1980 – 1983) (Coffret 6CD inclus les 4 premiers albums remastérisés + 23 titres : démos, versions alternatives et inédits composés de premières prises studio et de mixages approximatifs)

### Vidéos et DVD
- 1984 : Rock Will Never Die
- 2004 : World Wide Live 2004 (DVD et CD audio)
- 2005 : Live in Tokyo 1997
- 2010 : Rockpalast: Hardrock Legends Vol. 2
- 2010 : The 30th Anniversary Concert Live in Tokyo